# Société Horme et Buire

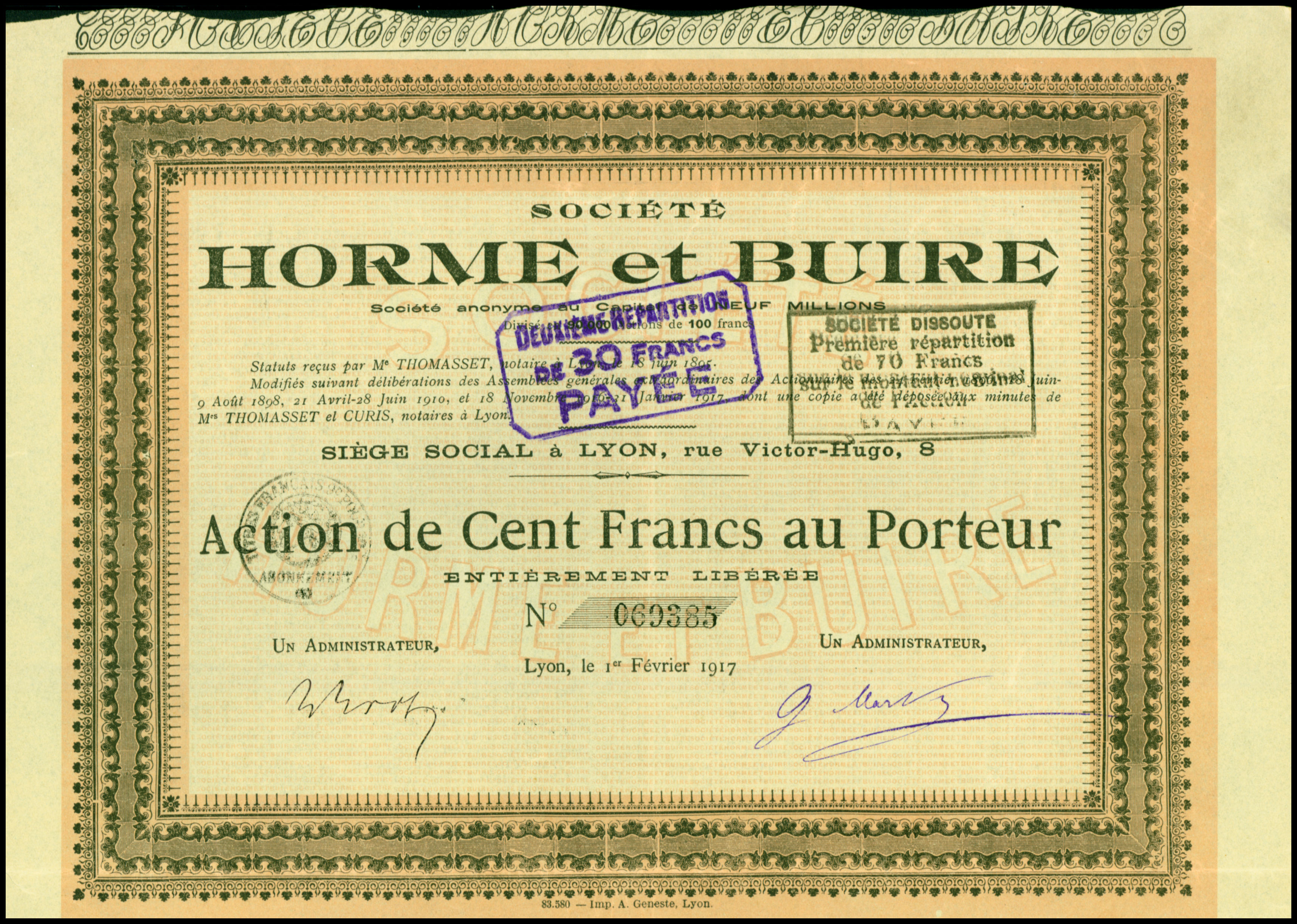
Action de la Soc. Horme et Buire en date du 1 fevrier 1917

La Société Horme et Buire est créée en 1909 pour remplacer la Société Nouvelle des Établissements de l'Horme et de la Buire  fondée en 1895 et en proie à des difficultés financières. Elle disparait en 1929 et le site de l'Horme est alors occupé par les Aciéries du Nord.